# Цехановский, Ян
Ян Мария Влодзимеж Цехановский (пол. Jan Maria Włodzimierz Ciechanowski) (15 мая 1887 года, Гродзец (сейчас часть Бендзина), Царство Польское, Российская империя — 19 апреля 1973 года, Вашингтон, США) — польский государственный деятель, дипломат. Посол Польши в Вашингтоне.

## Биография
В 1911—1917 годах руководил принадлежавшими его отцу, Станиславу, шахтами и фабриками в Гродзеце. После получения Польшей независимости на дипломатической службе.
В 1919—1925 годах советник посольства Польши в Соединённом Королевстве Великобритании и Ирландии. 2 мая 1923 года был награждён командорским крестом ордена «Polonia Restituta». В 1925—1929 годах полномочный министр и чрезвычайный посол Польской Республики в Соединённых Штатах Америки.
Во время II мировой войны чиновник правительства Польши в изгнании. Генеральный секретарь Министерства иностранных дел в правительстве генерала Владислава Сикорского. В 1941—1945 годах посол Польши в США.
Глава польской делегации на конференции о международной гражданской авиации (Чикаго, 1 ноября — 7 декабря 1944 года). Подписал от имени Польши чикагскую конвенцию.
После признания Соединёнными Штатами Народной Польши и принятии посла варшавского правительства, остался в США. Скончался в Вашингтоне.

## Мемуары
- «Defeat in Victory» Garden City, N.Y.: Doubleday & Co., 1947